# Felipe Camiroaga
Felipe Humberto Camiroaga Fernández (ur. 8 października 1966 w Santiago, zm. 2 września 2011 w Juan Fernández) – chilijski prezenter telewizyjny i aktor. Od 2005 roku współgospodarz porannego talk-show TVN Buenos días a todos.
2 września 2011 roku zginął w katastrofie samolotu wojskowego typu CASA 212 w pobliżu archipelagu chilijskich wysp Juan Fernández.